# Au-dessus des lois (film, 1918)
Pour les articles homonymes, voir Au-dessus des lois.
Pour plus de détails, voir Fiche technique et Distribution.
Au-dessus des lois (An Honest Man) est un film muet américain, réalisé par Frank Borzage et sorti en 1918.

## Synopsis
Benny Boggs, un vagabond, est réformé lorsqu'il veut entrer dans l'U.S. Army. En arrivant chez Old Man Cushing, il décide de surmonter son aversion pour le travail et aide le vieux fermier pendant quelques jours. Cushing tombe sérieusement malade et, croyant que sa fin est proche, il demande à Benny de délivrer un paquet à sa fille Ruby, qui a fui la maison pour poursuivre une carrière d'actrice. Benny découvre bientôt que le paquet contient 50 000 $ mais se résout malgré sa pauvreté à respecter la confiance que le vieil homme a mis en lui. En ville, Benny sauve Beatrice Burnett d'un assaillant, et ils deviennent amis. Plus tard Beatrice emmène Benny rendre visite à une amie souffrante, qui s'avère être la fille disparue de Old Man Cushing. Après avoir donné l'argent à Ruby, Benny l'accompagne à la ferme, où Cushing, maintenant rétabli, les reçoit avec joie. L'armée accepte finalement Benny, et Ruby promet de se marier avec lui lorsqu'il reviendra.

## Fiche technique
- Titre original : An Honest man
- Titre français : Au-dessus des lois
- Réalisation : Frank Borzage
- Scénario : George Elwood Jenks, d'après une nouvelle de Henry Payson Dowst
- Photographie : Pliny Horne
- Société de production : Triangle Film Corporation
- Société de distribution : Triangle Distributing Corporation
- Pays de production :  États-Unis
- Langue : anglais
- Format : Noir et blanc - 35 mm - 1,37:1 - Muet
- Genre : Comédie dramatique
- Durée : 5 bobines
- Date de sortie :
  - États-Unis : 5 mai 1918
- Licence : Domaine public

## Distribution
- William Desmond : Benny Boggs
- Mary Warren : Beatrice Burnett
- Ann Kroman : Ruby Cushing
- Graham Pettie : Old Man Cushing